# Pityromeria florentina
Pityromeria florentina är en kantbräkenväxtart som beskrevs av L. D. Gómez. Pityromeria florentina ingår i släktet Pityromeria och familjen Pteridaceae. Inga underarter finns listade.